# Хансен, Сверре (футболист)
Сверре Хансен (норв. Sverre Hansen; 23 июня 1913, Ларвик — 22 августа 1974, там же) — норвежский футболист, бронзовый призёр летних Олимпийских игр 1936 года. Играл на позиции нападающего.

## Биография
Хансен родился в районе Торстранн, выступал за команду «Фрам» из Ларвика на протяжении своей карьеры. За сборную Норвегии провёл 15 игр и забил 7 голов. В составе сборной Норвегии в 1936 году стал бронзовым призёром Олимпийских игр, а в 1938 году выступил на чемпионате мира.
Его сын Арне Рольф Хансен стал игроком «Фрама», а внук Кристофер Норманн Хансен — игроком «Саннефьорда».

## Статистика

### Матчи Хансена за сборную Норвегии
| Матчи Хансена за сборную Норвегии | Матчи Хансена за сборную Норвегии | Матчи Хансена за сборную Норвегии | Матчи Хансена за сборную Норвегии | Матчи Хансена за сборную Норвегии | Матчи Хансена за сборную Норвегии   |
| --------------------------------- | --------------------------------- | --------------------------------- | --------------------------------- | --------------------------------- | ----------------------------------- |
| №                                 | Дата                              | Соперник                          | Счёт                              | Голы Хансена                      | Соревнование                        |
| 1                                 | 11 июня 1933                      | Дания                             | 2:2                               | —                                 | Чемпионат Северной Европы 1933—1936 |
| 2                                 | 20 июня 1933                      | Венгрия (люб.)                    | 4:2                               | 1                                 | Товарищеский матч                   |
| 3                                 | 3 сентября 1933                   | Финляндия                         | 5:1                               | 1                                 | Чемпионат Северной Европы 1933—1936 |
| 4                                 | 24 сентября 1933                  | Швеция                            | 0:1                               | —                                 | Чемпионат Северной Европы 1933—1936 |
| 5                                 | 8 июня 1934                       | Австрия (люб.)                    | 4:0                               | —                                 | Товарищеский матч                   |
| 6                                 | 1 июля 1934                       | Швеция                            | 3:3                               | —                                 | Чемпионат Северной Европы 1933—1936 |
| 7                                 | 2 сентября 1934                   | Финляндия                         | 4:2                               | 1                                 | Чемпионат Северной Европы 1933—1936 |
| 8                                 | 23 сентября 1934                  | Дания                             | 3:1                               | 2                                 | Чемпионат Северной Европы 1933—1936 |
| 9                                 | 31 мая 1935                       | Венгрия (люб.)                    | 2:0                               | 1                                 | Товарищеский матч                   |
| 10                                | 23 июня 1935                      | Дания                             | 0:1                               | —                                 | Чемпионат Северной Европы 1933—1936 |
| 11                                | 27 июня 1935                      | Германия                          | 1:1                               | —                                 | Товарищеский матч                   |
| 12                                | 18 июня 1936                      | Швейцария                         | 1:2                               | 1                                 | Товарищеский матч                   |
| 13                                | 5 июля 1936                       | Швеция                            | 0:2                               | —                                 | Чемпионат Северной Европы 1933—1936 |
| 14                                | 26 июля 1936                      | Швеция                            | 4:3                               | —                                 | Товарищеский матч                   |
| 15                                | 3 августа 1936                    | Турция                            | 4:0                               | —                                 | Олимпийские игры 1936               |

Итого: 15 матчей / 7 голов; 8 побед, 3 ничьи, 4 поражения.